# Megaselia smirnovi
Megaselia smirnovi är en tvåvingeart som beskrevs av Nikolai Alexsandrovich Naumov 1979. Megaselia smirnovi ingår i släktet Megaselia och familjen puckelflugor. Inga underarter finns listade i Catalogue of Life.